# Кувіра
Кувіра (англ. Kuvira) — вигадана персонажка з анімаційного телесеріалу «Легенда про Корру», створеного телеканалом Nickelodeon як продовження серіалу «Аватар: Останній захисник». Вперше з’являється у третьому сезоні в епізодичній ролі, а у четвертому сезоні стає головною антагоністкою. Після завершення серіалу персонаж повертається у трилогії коміксів «Руїни імперії» (англ. Ruins of the Empire). Кувіра була створена з низкою рис, подібних до характеристик самої Корри у попередніх сезонах, щоб підкреслити еволюцію головної героїні протягом серіалу. Персонаж здебільшого отримав позитивні відгуки критиків. Оглядачі відзначали зрозумілість мотивів Кувіри, хоча її дії часто інтерпретуються як політичні алегорії.
Персонажку створили Майкл Данте ДіМартіно та Браян Конецько. Озвучила Кувіру Зельда Вільямс. За словами Конецько, під час прослуховування їй показали зображення персонажа, і акторка зауважила, що зовні схожа на Кувіру.

## Концепція та створення
Під час розробки четвертого сезону «Легенди про Корру» творці серіалу, Майкл Данте ДіМартіно та Браян Конецько, прагнули створити головну антагоністку-жінку, оскільки попередні антагоністи — Амон, Уналак та Захір — були чоловіками. Вони також хотіли, щоб антагоністкою фінального сезону стала магиня землі, адже у попередніх сезонах уже були використані стихії води (Амон і Уналак у першій і другій книгах), повітря (Захір у третій книзі) та вогню (вогняні антагоністи Озай, Азула і Чжао в серіалі «Аватар: Останній захисник»). Конецько також зазначав, що давно хотів представити як антагоніста військового диктатора.
Перед прем'єрою четвертого сезону Конецько не розкривав подробиць минулого Кувіри, хоча визнавав існування різних фанатських теорій, зазначивши в дописі від 26 вересня 2014 року: «У нас немає підтвердженої інформації про минуле Кувіри, окрім того, що розповіла Суїн, але є багато справді цікавих припущень». Під час редизайну персонажа для четвертого сезону Кувіра спочатку мала довгу косу до ніг та асиметричний плащ — варіант, який подобався Конецько, однак від нього відмовилися через складність анімації. Креативна команда також обговорювала, як інтегрувати броню Кувіри в її бойовий стиль; у підсумку вирішили додати на її спину тонкі смуги металу, які вона могла контролювати як магиня землі. Її образ, зокрема костюм, став основою для дизайну інших персонажів Королівства Землі у четвертому сезоні.
Кувіру навмисно спроєктували подібною до Корри за зростом, статурою та рисами характеру, що створювало для головної героїні необхідність подолати «версію самої себе з минулого». Після дебюту Кувіри оглядачі відзначали численні паралелі між нею та Коррою. ДіМартіно зазначив, що йому сподобалось працювати над динамікою між Кувірою та Коррою як антагоністкою й протагоністкою, адже Кувіра відкрила нові можливості для розвитку сюжету та персонажів.

## Сприйняття
Кувіра отримала загалом позитивні відгуки як у фанатських колах, так і серед професійних критиків. Керолайн Лі відзначила, що Кувіра є рідкісним прикладом персонажки в дитячій анімації, яка не сексуалізована, має складне минуле та досягає успіху не завдяки сімейному походженню, а виключно через особисті якості. За словами Лі, Кувіра — це персонажка, яка є «однією з найвправніших магинь металу свого часу та домінує в усіх сферах життя — особистій і політичній».
Сходження Кувіри до влади та її правління у Королівстві Землі неодноразово порівнювали з фашизмом. Деякі коментатори прирівнювали Кувіру до жіночої версії Адольфа Гітлера. Наприклад, Метт Патчес із ScreenCrush писав: «Так само як Гітлер зміг піднятися до влади на очах у всього світу і залишався непокараним роками до втручання США у Другу світову війну, Кувіра могла безкарно впроваджувати фашистське зло, діючи за зачиненими дверима».
Попри статус антагоністки, критики відзначали зрозумілість мотивів Кувіри. Макс Ніколсон з IGN позитивно оцінив здатність сценаристів донести логіку дій персонажки, а також сцену її першої зустрічі з Коррою в епізоді «Ворог перед брамою», яка продемонструвала, наскільки подібні ці дві жінки. Майкл Маммаро описав Кувіру як «силу, з якою слід рахуватися», хоча не вірив, що вона зможе перемогти Корру після відновлення сили Аватара. Спершу Патчес вважав Кувіру соціопаткою, яка «загубилась у хмарі ідеології», але після її поєдинку з Коррою визнав, що вона стала «більш усвідомленою щодо власної доблесті». Олівер Сава з The A.V. Club писав, що глядачі вперше побачили Кувіру в неформальній ситуації під час її першого бою з Коррою, і зазначив, що «важко ненавидіти її після того, як сценаристи так глибоко розкрили її мотивацію». Також Мордікай Нод з Tor.com вважав Кувіру «переможницею» конфлікту після її перемоги над Коррою у двобої, а саму Корру та Суїн — «переможеними» у цьому протистоянні.